# Louis Bouyer
Louis Bouyer (ur. 17 lutego 1913, zm. 22 października 2004) – francuski teolog specjalizujący się w studiach liturgicznych. Jeden z promotorów odnowy liturgicznej doby II soboru watykańskiego.

## Życie i teologia

### Życiorys
Urodził się 17 lutego 1913 roku w Paryżu. Wychowany w rodzinie protestanckiej tradycji reformowanej, zbliżonej do francuskiego luteranizmu i poszukującej korzeni chrześcijaństwa. W wieku jedenastu lat stracił matkę. Jej śmierć skłoniła go do zainteresowania się filozofią i teologią. Studiował w Institut Protestant w Paryżu, poznając życie liturgiczne różnych wspólnot: katolickich, anglikańskich, prawosławnych. Za pośrednictwem o. Lwa Gilleta, eks-benedyktyna, rektora parafii prawosławnej Saint-Genviève, poznał teologię liturgii Dom Odo Casela, zaznajomił się też z myślą Władimira Sołowjowa, Siergieja Bułgakowa i Pawła Fłorienskiego oraz Władimira Łosskiego. Odwiedzał też benedyktyńskie opactwo św. Wandrille’a z Fontenelle w Normandii, gdzie poznał książki Dom Marmiona. Następnie studiował w Strasburgu, gdzie odkrył dla siebie myśl Johna Henriego Newmana. Zaprzyjaźnił się tam z wykładowcą biblistyki Oscarem Cullmanem.
W 1935 r., w wieku 22 lat został pastorem luterańskim. Pracował dwa lata w Strasbourgu, potem jako wikariusz w Paryżu w zborze Św. Trójcy. W czasie podróży po Skandynawii poznał pastorów nurtu neoluterańskiego zainteresowanych badaniem źródeł chrześcijańskich z czasów sprzed podziałów. Zaprzyjaźnił się też z Arthurem Michaelem Ramseyem, późniejszym arcybiskupem Canterbury i prymasem Wspólnoty Anglikańskiej. Nawiązał kontakt z opactwem ekumenicznym w Amay, przeniesionym później do Chevetogne oraz jego założycielem Dom Lambertem Beauduin. Odbył studia filologii klasycznej w Sorbonie. Badał chrystologię i eklezjologię Atanazego Wielkiego. Z przyjaciółmi wydawał tygodniowy biuletyn „Le Témoignage”, który spotkał się z ostrymi reakcjami w środowiskach protestanckich zarówno luterańskich, jak kalwińskich. Wartości, które Bouyer dostrzegł w chrześcijaństwie pierwotnym, także w samym protestantyzmie, doznały odrzucenia przez wspólnotę protestancką, której był członkiem.
Na początku wojny przebywał w opactwie św. Wandrille’a z Fontenelle, gdzie na Boże Narodzenie 1939 r. został przyjęty do Kościoła katolickiego. Następnie uczył francuskiego, łaciny i greki w Juilly k. Paryża, w liceum zgromadzenia oratorianów francuskich. W 1942 r. został członkiem zgromadzenia. Nowicjat odbył we Fryburgu Szwajcarskim, potem studia w Institut Catholique w Paryżu. Święcenia kapłańskie przyjął 25 marca 1944 roku, w wieku 31 lat.
Po wojnie, opublikował swą pierwszą książkę Misterium paschalne, która od razu zyskała rozgłos międzynarodowy. W Institut Catholique obronił doktorat na temat monastycyzmu egipskiego, będący analizą Żywota św. Antoniego Atanazego Wielkiego. Wielokrotnie przebywał w Anglii, zwłaszcza w oratorium w Birmingham, by studiować myśl Johna Henriego Newmana. Spotykał Thomasa S. Eliota, Johna R.R. Tolkiena, wówczas profesora literatury średniowiecznej w Merton College w Oksfordzie. Nawiązał też przyjaźń literacką z Julienem Greenem, amerykańskim pisarzem francuskiego pochodzenia, który wielokrotnie w swym Dzienniku wspomina Bouyera. W Paryżu współpracował z czasopismem „La Maison-Dieu” i prowadził wykłady o Słowie Bożym w Institut Catholique, wydane następnie jako książka La Bible e l'Évangile. Wykładał w Stanach Zjednoczonych, w Uniwersytecie Notre-Dame w stanie Indiana, a także w Kalifornii. Treści, których nauczał, zostały opublikowane pod tytułem Life and Liturgy (Liturgical Piety). Od 1960 r. pracował jako rektor seminarium międzynarodowego w Strasburgu. Potem wykładał w USA (Notre-Dame w Indianie, Kalifornia), w Anglii (Bristol, Oksford), w Hiszpanii (Salamanka), w Rzymie, a także w Kinszasie w Zairze.
Był ekspertem w czasie soboru watykańskiego II w sprawach liturgii, a następnie konsultorem Kongregacji ds. Kultu Bożego oraz Papieskiej Rady do spraw Popierania Jedności Chrześcijan. W marcu 1966 roku został ustanowiony konsultorem Rady do spraw wprowadzenia w życie Konstytucji o Świętej Liturgii (Consilium ad Exsequendum Constitutionem de Sacra Liturgia), opracowującej nowe modlitwy eucharystyczne, które weszły w skład posoborowego mszału. We wstępie do angielskiego wydania swego studium modlitwy eucharystycznej, pt. Eucharystia (1968) , wyznał, że opracowanie dla liturgii alternatywnych tekstów eucharystycznych było „wypełnieniem części z najważniejszych desidarata tej książki”. Z nominacji papieskiej Pawła VI był dwukrotnie członkiem Międzynarodowej Komisji Teologicznej, jednak zrezygnował z członkostwa, wątpiąc w pożyteczność prac Komisji. Jak wynika z pamiętników Bouyera, Paweł VI zamierzał po II Soborze watykańskim mianować go także kardynałem, wycofał się jednak z tego pomysłu z obawy na reakcję episkopatu francuskiego, wobec którego Bouyer często zajmował krytyczne stanowisko.
Ostatnie lata życia Louis Bouyer spędził najpierw w opactwie św. Wandrille’a z Fontenelle, gdzie napisał Wspomnienia. Następnie, od 1999 roku w Paryżu, w domu opieki prowadzonym przez małe siostry ubogich – cierpiąc fizycznie i psychicznie. Zmarł w wieku 91 lat 23 października 2004 roku. Został pochowany w opactwie Wandrille .

### Teologia
W swych wykładach Louis Bouyer uwzględniał różne dziedziny teologii, podkreślał niemożność oddzielenia teologii od duchowości i liturgii. Według Jeana Duchesne, teolodzy takiej miary, jak „Jean Daniélou, Yves Congar, Henri de Lubac, Hans Urs von Balthasar czy Marie-Joseph le Guillou – innymi słowy ci, którzy wyzwolili katolicyzm ze wszystkich kompleksów, jakie miał wobec kultury XX wieku – uznawali go za jednego spośród siebie”. Podstawową zasadą pracy jako teologa, było to, by przekazywać nie siebie i swoje idee, lecz zamysł Chrystusowy (gr. νους Χπιστου, por. 1 Kor 2,16), przechowywany z pokolenia na pokolenie w żywej i dostępnej także dla nas myśli Kościoła .
Był bardzo krytyczny wobec sposobu wprowadzania reform soborowych we Francji i w innych krajach. Swe zastrzeżenia zawarł w dwóch broszurkach: O dekompozycji katolicyzmu (1968) oraz Religieux et Clercs contre Dieu (Zakonnicy i duchowni przeciw Bogu) (1975). W pierwszej z nich polemizował m.in. z przekładem tekstów mszalnych na francuski, w którym usunięto wszelkie wzmianki o Eucharystii jako o ofierze. W swej krytyce pracy innych liturgistów nieraz wyrażał się ciętym językiem, co nie przysparzało mu przyjaciół.
Życiową drogę poszukiwań teologicznych, całe życie twórcze Louisa Bouyera wyznaczyło dziewięć tytułów, stanowiących trzy trylogie:
1. Stolica mądrości. Esej o znaczeniu kultu maryjnego (1957) – traktat o antropologii chrześcijańskiej.
2. Kościół Boży: mistyczne ciało Chrystusa i świątynia Ducha (1970) – traktat eklezjologiczny[11]
3. Wszechświat (1982)  – traktat kosmologii łaski

Tematyka drugiej trylogii obraca się w ramach traktatu o Trójcy Świętej:
1. Syn wieczny (1974),
2. Ojciec niewidzialny (1976)
3. Pocieszyciel, Duch Święty i życie łaski (1980)

Trzecia trylogia powstała w ostatnim okresie aktywności pisarskiej Bouyera, naznaczonym fascynacją twórczością Siergieja Bułgakowa i pogorszeniem się zdrowia, szczególnie problemami ze wzrokiem:
1. Mysterion (1986)
2. Gnosis (1988)
3. Sophia (1994)

Bouyer wydał też monumentalny Dictionnaire théologique (1963, wyd. poszerzone 1990). Pisał także w chwilach wolnych, dla rozerwania się, opowiadania humorystyczne. Wydawał je pod pseudonimami. Są to następujące tytuły: J. Thovenot, Alceste, Paryż 1941; G. Chardin, Les Eaux belles, Paryż 1959; L. Lambert, Prélude à l'Apocalypse ou les Derniers Chevaliers du Graal, Limoges 1982; P. Catella, Les Hespérides, Paryż 1985.
Wśród tematów książek poważne miejsce zajmowały kwestie ekumeniczne. Wśród nich autobiograficzna książka Du protestantisme à l'Église (Z protestantyzmu do Kościoła) oraz Parole, Église et sacraments dans le protestantisme et catholicisme (Słowo, Kościół i sakramenty w protestantyzmie i katolicyzmie). Jak zauważył Krzysztof Broszkowski OP, poszukiwanie jednej tradycji Kościoła niepodzielonego i rozumienie tradycji poszczególnych wyznań w jej świetle przywodzi na myśl podstawowe linie wytyczone przez brata Rogera Schütza i jego ekumeniczną wspólnotę z Taizé. Według, kard. Jeana Lustigera, emerytowanego arcybiskupa Paryża: „ruch [ekumeniczny] wciąż porusza się do przodu i prawdopodobnie pewnego dnia w bliskiej przyszłości powróci do wizji reformacji, prawosławia i katolicyzmu, które miał ojciec Bouyer”.

## Wybrane wydania polskie

### Książki
- Misterium Paschalne, tłum. Andrzej Zuberbier, Społeczny Instytut Wydawniczy „Znak”, Kraków, 1973.
- Wprowadzenie do życia duchowego. Zarys teologii ascetycznej i mistycznej, tłum. Lucyna Rutkowska, Instytut Wydawniczy „Pax”, Warszawa 1982, 2014, ISBN 978-83-211-1949-6.
- Kościół Boży. Mistyczne ciało Chrystusa i świątynia Ducha, tłum. Włodzimierz Krzyżaniak, Instytut Wydawniczy „Pax”, Warszawa 1977,
- Duch Święty Pocieszyciel. Duch Święty i życie w łasce, tłum. Alina Liduchowska, Wydawnictwo M, Kraków 1998, ISBN 83-7221-182-5
- Ojciec Niewidzialny. Drogi do tajemnicy Boga, tłum. Jerzy Brzozowski, Wydawnictwo M, Kraków 1998, ISBN 83-7221-240-6
- Syn Przedwieczny, tłum. Wiesława Dzieża, Piotr Rak, Wydawnictwo M, Kraków 2000, ISBN 83-7221-153-1
- Architektura i liturgia, tłum. Piotr Włodyga, Wydawnictwo Astraia, Kraków 2009, ISBN 978-83-60569-15-3.
- Eucharystia. Teologia i duchowość modlitwy eucharystycznej, tłum. Lucyna Rutkowska, Wydawnictwo Kerygma, Lublin 2015,  ISBN 978-83-85509-32-5.

### Artykuły
Wierzę w Jezusa Chrystusa, Communio. Międzynarodowy przegląd teologiczny (1983) nr 3, s. 130-140.
Celebrowanie Eucharystii a modlitwa w Duchu, w: Eucharystia, Pallotinum, Poznań 1986, s. 306-317.
Od liturgii żydowskiej do liturgii chrześcijańskiej, w: Eucharystia, Pallotinum, Poznań 1986, s. 127-139.
Ołtarz, kapłan i lud,  Christianitas (2000) nr 3-4, s. 145-147.
Rozkład katolicyzmu,  Christianitas (2014) nr 56-57, s. 91-101.

## Wybrane wydania angielskie
- The Paschal Mystery. Meditations on the Last Three Days of Holy Week (Londyn, 1951), tłumaczenie z 2. wydania francuskiego: Paryż: Cerf 1947 r.
- Life and Liturgy (Liturgical Piety) (1955)
- The Spirit and Forms of Protestantism (1956)
- Newman: His Life and Spirituality (London: Burns & Oates, 1958)
- Woman and man with God : an essay on the place of the Virgin Mary in Christian theology and its significance for humanity /tytuł oryg. franc.:Le trone de la sagesse/ (Londyn: Darton, Longman & Todd, 1960)
- Introduction to Spirituality (1961)
- Rite and Man. Natural Sacredness and Christian Liturgy, M. Joseph Costelloe (przekład), Notre Dame: Indiana, University of Notre Dame Press, 1963.
- The Word, Church and Sacraments in Protestantism and Catholicism (1961)
- The Liturgy Revived. A Doctrinal Commentary of the Conciliar Constitution on the Liturgy. Londyn: 1965. Brak numerów stron w książce
- Liturgy and Architecture (1967)
- Eucharist: Theology and Spirituality of the Eucharistic Prayer (1968, 1989), pierwsze wydanie francuskie: Paryż: Desclee 1966.
- The Spirituality of the New Testament and the Fathers (History of Christian Spirituality; v. 1) (1982)
- The Spirituality of the Middle Ages (History of Christian Spirituality; v. 2) (1982)